# دقي يا مزيكا (فلم)
تدور قصة الفيلم حولل وليد الطالب الجامعي الذي يرسله والده الذي يعمل بالسلك الدبلوماسي حسن حسني إلي الخارج لدراسة السياسة والاقتصاد ليكمل مسيرة والده ولكنه يقرر ان يحقق حلمه الشخصي بالالتحاق بأكاديمية الفنون ويلتحق بقسم الإخراج المسرحي ويستغل خادمتهم بالمنزل دنيا لتنفيذ مشروع تخرجه بمسرحية استعراضية.